# ヴァール県の郡
ヴァール県の郡では、フランスのヴァール県にある郡について解説する。

## 郡の一覧
ヴァール県には、3つの郡が存在し、3郡の合計で、43の小郡、153のコミューンがある。
- ドラギニャン郡（郡庁所在地：ドラギニャン）

12の小郡、58のコミューンがある。郡の人口は、1990年には231,777人、1999年には264,632人で、14.18％増加している。
- トゥーロン郡（県庁所在地：トゥーロン）

22の小郡、34のコミューンがある。郡の人口は、1990年には497,116人、1999年には526,755人で、5.96％増加している。
- ブリニョール郡（郡庁所在地：ブリニョール）

9の小郡、61のコミューンがある。郡の人口は、1990年には86,556人、1999年には107,054人で、23.68％増加している。